# Praia Melão
Praia Melão ist ein Küstenort im Distrikt Mé-Zóchi auf der Insel São Tomé im Inselstaat São Tomé und Príncipe. 2012 wurden 2668 Einwohner gezählt.

## Geographie
Der Ort liegt zwischen Almas und Pantufo an der Nordostküste von São Tomé, etwa 4,5 km südöstlich der Hauptstadt São Tomé. Nach Süden wird der Ort begrenzt durch den Flusslauf des Rio Manuel Jorge und dann schließt sich das Kap Ponta Praião an.